# Яремний жолоб

18. Яремний жолоб

Яремний жолоб — поглиблення впродовж нижнього (горлового) краю шиї коня, в якому знаходиться яремна вена. З неї беруть кров для різних досліджень, через неї вводять в організм лікарські препарати.